# Mille Miglia 1952
Les Mille Miglia 1952 est la 19e édition de la course automobile annuelle organisée par les jeunes comtes Aymo Maggi et Franco Mazzotti. Elle a eu lieu le 4 mai 1952 sur un parcours entre Brescia et Rome pour un total de 1 000 miles.

## Classement final
Les vainqueurs de chaque catégorie sont signalés par un fond jaune.
| Position | no   | Pilote                                        | Voiture                               | Écurie               | Temps            | Catégorie |
| -------- | ---- | --------------------------------------------- | ------------------------------------- | -------------------- | ---------------- | --------- |
| 1        | 611  | Giovanni Bracco Alfonso Rolfo                 | Ferrari 250 S Berlinetta Vignale      | Scuderia Ferrari     | 12 h 9 min 45 s  | S+2.0     |
| 2        | 623  | Karl Kling Hans Klenk                         | Mercedes-Benz 300 SL                  | Daimler-Benz         | 12 h 14 min 17 s | S+2.0     |
| 3        | 437  | Luigi Fagioli Vincenzo Borghi                 | Lancia Aurelia B20                    |                      | 12 h 40 min 5 s  | GT2.0     |
| 4        | 613  | Rudolf Caracciola Ernst Kurrle                | Mercedes-Benz 300 SL                  | Daimler-Benz         | 12 h 48 min 25 s | S+2.0     |
| 5        | 427  | Enrico Anselmi Semino                         | Lancia Aurelia B20                    |                      | 12 h 54 min 6 s  | GT2.0     |
| 6        | 500  | Umberto Castiglioni Arnaldo Mori              | Lancia Aurelia B20                    |                      | 13 h 5 min 39 s  | GT2.0     |
| 7        | 624  | Leslie Johnson Bill McKenzie                  | Nash-Healey                           | Healey               | 13 h 11 min 59 s | S+2.0     |
| 8        | 429  | Salvatore Ammendola Enzo Pinzero              | Lancia Aurelia B20                    |                      | 13 h 12 min 18 s | GT2.0     |
| 9        | 537  | Antonio Brivio Piero Cassani                  | Ferrari 166 MM Berlinetta Vignale     |                      | 13 h 14 min 22 s | S2.0      |
| 10       | 533  | Franco Bordoni Geronimo                       | Ferrari 166 MM Berlinetta Vignale     |                      | 13 h 19 min 58 s | S2.0      |
| 11       | 534  | Franco Rol Gino Munaron                       | Siata 208S Berlinetta Farina          |                      | 13 h 27 min 27 s | S2.0      |
| 12       | 600  | Tommy Wisdom Fred Lown                        | Aston Martin DB2                      | Aston Martin Ltd.    | 13 h 29 min 40 s | GT+2.0    |
| 13       | 554  | Reg Parnell Serboli                           | Aston Martin DB2                      | Aston Martin Ltd.    | 13 h 31 min 43 s | GT+2.0    |
| 14       | 411  | Giulio Cabianca Guido Roghi                   | O.S.C.A. MT4 1100                     | Giulio Cabianca      | 13 h 32 min 50 s | S1.1      |
| 15       | 450  | Vincenzo Auricchio Piero Bozzini              | Fiat 8V Berlinetta                    |                      | 13 h 33 min 58 s | GT2.0     |
| 16       | 421  | Giuseppe Pagani Giannino Severi               | O.S.C.A. MT4 1100                     | Giuseppe Pagani      | 13 h 36 min 26 s | S1.1      |
| 17       | 441  | Mario Tadini Bruno Bonini                     | Alfa Romeo 1900 Sprint                |                      | 13 h 48 min 37 s | GT2.0     |
| 18       | 425  | Consalvo Sanesi Giuseppe Griffini             | Alfa Romeo 1900 Sprint                |                      | 13 h 54 min 48 s | GT2.0     |
| 19       | 249  | Umberto Maglioli Luciano Monteferrario        | Lancia Aurelia B21                    |                      | 13 h 58 min 35 s | TN+1.5    |
| 20       | 555  | Franco Cornacchia Ferdinando Tinarelli        | Ferrari 212 Export Berlinetta Vignale | Franco Cornacchia    | 13 h 58 min 42 s | GT+2.0    |
| 21       | 405  | Bruno Venezian Achille Albarelli              | O.S.C.A. MT4 1100                     | Bruno Venezian       | 14 h 2 min 56 s  | S1.1      |
| 22       | 449  | Juan Manuel Fangio Giulio Sala                | Alfa Romeo 1900 Sprint                |                      | 14 h 3 min 16 s  | GT2.0     |
| 23       | 237  | Piero Carini Giov. Bianchi                    | Alfa Romeo 1900                       |                      | 14 h 4 min 20 s  | TN+1.5    |
| 24       | 231  | Bruno Ruffo Arciso Artesiani                  | Alfa Romeo 1900                       |                      | 14 h 5 min 20 s  | TN+1.5    |
| 25       | 155  | Giovanni Rocco A. Valisi                      | Alfa Romeo 1900                       |                      | 14 h 8 min 6 s   | TN+1.5    |
| 26       | 504  | Paolo Petrobelli Evelino Cremonesi            | Lancia Aurelia B20                    |                      | 14 h 11 min 32 s | GT2.0     |
| 27       | 508  | Otello Biagiotti D. Pulidori                  | Lancia Aurelia B20                    |                      | 14 h 16 min 58 s | GT2.0     |
| 28       | 341  | Saverio Fortuna U. Alessandrini               | Stanguellini S1100                    | Antonio Romani Adami | 14 h 19 min 58 s | S1.1      |
| 29       | 220  | Giorgio Becucci Pasquale Cazzato              | Alfa Romeo 1900                       |                      | 14 h 20 min 20 s | TN+1.5    |
| 30       | 249  | Paolo Pagani Luciano Franchi                  | Lancia Aurelia B21                    |                      | 14 h 20 min 56 s | TN+1.5    |
| 31       | 229  | Alberto Della Beffa Luigi Grassi              | Alfa Romeo 1900                       |                      | 14 h 21 min 29 s | TN+1.5    |
| 32       | 158  | Luigi Bellucci Alfredo Colucci                | Lancia Aurelia B21                    |                      | 14 h 26 min 57 s | TN+1.5    |
| 33       | 440  | Antonio Pozzato F. Pozzato                    | Lancia Aurelia B20                    |                      | 14 h 27 min 14 s | GT2.0     |
| 34       | 235  | Camillo Luglio Pietro Ghersi                  | Lancia Aurelia B21                    |                      | 14 h 33 min 54 s | TN+1.5    |
| 35       | 341  | Enzo Buzzetti Arturo Castelnuovo              | Fiat                                  |                      | 14 h 34 min 26 s | S1.1      |
| 36       | 454  | Guido Mario Terzi Giorgio Massai              | Lancia Aurelia B20                    |                      | 14 h 38 min 52 s | GT2.0     |
| 37       | 151  | Pompeo Bianchedi Giovanni Tabanelli           | Lancia Aurelia B21                    |                      | 14 h 38 min 58 s | TN+1.5    |
| 38       | 223  | Venier R. Ruffo della Scaletta                | Lancia Aurelia B21                    |                      | 14 h 40 min 23 s | TN+1.5    |
| 39       | 224  | Emilio Christillin L. Christillin             | Lancia Aurelia B21                    |                      | 14 h 42 min 0 s  | TN+1.5    |
| 40       | 210  | Ferdinando Gatta Guido De Martino             | Lancia Aurelia B21                    |                      | 14 h 42 min 10 s | TN+1.5    |
| 41       | 228  | Roberto Piodi S. Riva                         | Lancia Aurelia B21                    |                      | 14 h 45 min 50 s | TN+1.5    |
| 42       | 217  | Ugo Bormioli F. Pianta                        | Alfa Romeo 1900                       |                      | 14 h 46 min 30 s | TN+1.5    |
| 43       | 528  | Michelangelo Leonardi R. Tomatis              | Lancia Aurelia B20                    |                      | 14 h 47 min 20 s | S2.0      |
| 44       | 355  | Luigi Piotti S. Piotti                        | O.S.C.A. MT4 1100                     | Luigi Piotti         | 14 h 49 min 15 s | S1.1      |
| 45       | 213  | Guido Cestelli-Guidi M. Bernardini            | Alfa Romeo 1900                       |                      | 14 h 52 min 13 s | TN+1.5    |
| 46       | 327  | Giovanni Lurani (en) K. Berklheim             | Porsche 356 1500                      |                      | 14 h 53 min 3 s  | GT1.5     |
| 47       | 322  | Mario Della Favera R. Artusi                  | Porsche 356 1500                      |                      | 15 h 0 min 12 s  | GT1.5     |
| 48       | 157  | F. Caramelli Turbiglio                        | Lancia Aurelia B21                    |                      | 15 h 2 min 50 s  | TN+1.5    |
| 49       | 451  | Mario Giobellina N. Tonetto                   | Lancia Aurelia B20                    |                      | 15 h 4 min 26 s  | GT2.0     |
| 50       | 442  | Franco Ravasio T. Marega                      | Lancia Aurelia B20                    |                      | 15 h 6 min 2 s   | GT2.0     |
| 51       | 253  | Adelmo Mandolini Abele Invernizzi             | Lancia Aurelia B21                    |                      | 15 h 6 min 16 s  | TN+1.5    |
| 52       | 226  | Alessandro Tamellini F. Tamellini             | Lancia Aurelia B21                    |                      | 15 h 6 min 44 s  | TN+1.5    |
| 53       | 314  | Elvio D'Inca Levis Mario Facca                | Porsche 356 1100                      |                      | 15 h 13 min 14 s | GT1.5     |
| 54       | 219  | R. Piacenza P. Poggio                         | Lancia Aurelia B21                    |                      | 15 h 15 min 52 s | TN+1.5    |
| 55       | 153  | C. Romano S. Invernici                        | Alfa Romeo 1900                       |                      | 15 h 18 min 46 s | TN+1.5    |
| 56       | 150  | M. Brioschi V. D'Inca                         | Alfa Romeo 1900                       |                      | 15 h 18 min 59 s | TN+1.5    |
| 57       | 2306 | Marc Gignoux R. Touzot                        | DB X86                                |                      | 15 h 20 min 24 s | GT750     |
| 58       | 351  | Robert Fehlmann G. Vuille                     | Cisitalia                             |                      | 15 h 20 min 33 s | S1.1      |
| 59       | 347  | E. Rogai F. Righini                           | Fiat Ermini                           |                      | 15 h 20 min 39 s | S1.1      |
| 60       | 212  | G. C. Galbusera Elfo Frignani                 | Alfa Romeo 1900                       |                      | 15 h 21 min 8 s  | TN+1.5    |
| 60       | 212  | G. C. Galbusera Elfo Frignani                 | Alfa Romeo 1900                       |                      | 15 h 21 min 8 s  | TN+1.5    |
| 61       | 335  | Ovidio Capelli Orlando Gerli                  | Fiat 1400 Berlinetta Touring          |                      | 15 h 21 min 32 s | GT1.5     |
| 62       | 326  | Alberto Comirato Lia Comirato Dumas           | Siata Daina Gran Sport                |                      | 15 h 24 min 48 s | GT1.5     |
| 63       | 139  | Vittorio Mazzonis Stefano Marsaglia           | Lancia Aprilia                        |                      | 15 h 27 min 10 s | Ss1.5     |
| 64       | 303  | Franco Martinengo Elio Zagato                 | Fiat 1100 Zagato                      |                      | 15 h 28 min 12 s | GT1.5     |
| 65       | 222  | Mario Pareschi D. Giorgi                      | Alfa Romeo 1900                       |                      | 15 h 31 min 12 s | TN+1.5    |
| 66       | 443  | Gianni Samarelli G. Marzolla                  | Lancia Aurelia B20                    |                      | 15 h 33 min 0 s  | GT2.0     |
| 67       | 2343 | Giacinto Marchese E. Palvarini                | Panhard Dyna Allemano                 |                      | 15 h 35 min 17 s | S750      |
| 68       | 241  | "Espes" V. Malucelli                          | Lancia Aurelia B21                    |                      | 15 h 35 min 53 s | TN+1.5    |
| 69       | 140  | A. Valeri E. Bairo                            | Lancia Aprilia                        |                      | 15 h 40 min 43 s | Ss1.5     |
| 70       | 517  | Francesco Bertola P. De Zan                   | Lancia Aurelia B20                    |                      | 15 h 41 min 29 s | GT2.0     |
| 71       | 2241 | Jean Rédélé Louis Pons                        | Renault 4CV 1063                      |                      | 15 h 46 min 15 s | Ss750     |
| 72       | 452  | G. Kestenholz Aldo Conconi                    | Lancia Aurelia B20                    |                      | 15 h 47 min 20 s | GT2.0     |
| 73       | 317  | Giuseppe Ostani A. Mazzuccato                 | Cisitalia 202 cabriolet               |                      | 15 h 48 min 25 s | GT1.5     |
| 74       | 154  | Italo Franco Giulio Rollino                   | Alfa Romeo 1900                       |                      | 15 h 48 min 56 s | TN+1.5    |
| 75       | 2313 | Alessandro Zafferri Angelo Crivelli           | Fiat 750 Zagato                       |                      | 15 h 48 min 58 s | GT750     |
| 76       | 122  | O. Monaco Sergio Ferraguti                    | Fiat 1400                             |                      | 15 h 49 min 6 s  | TN1.5     |
| 77       | 330  | F. Mancini V. Miacci                          | Fiat                                  |                      | 15 h 51 min 30 s | GT1.5     |
| 78       | 305  | G. Falcone G. Mercurio                        | Cisitalia 202                         |                      | 15 h 51 min 30 s | GT1.5     |
| 79       | 109  | Sandro Sebasti Pietro Palmieri                | Fiat 1400                             |                      | 15 h 52 min 3 s  | TN1.5     |
| 80       | 048  | Wittigo Einsiedel Paul Metternich             | Porsche 356 1100                      |                      | 15 h 53 min 59 s | Ss1.1     |
| 81       | 137  | Pierre Gay Roland Mercier                     | Peugeot 203                           |                      | 15 h 54 min 24 s | Ss1.5     |
| 82       | 205  | Eugenio Lubich Mariano Lubich                 | Lancia Aurelia B21                    |                      | 15 h 54 min 43 s | TN+1.5    |
| 83       | 602  | Bianca Maria Piazza Mario Piazza              | Lancia Aurelia B21                    | Piazza               | 15 h 57 min 25 s | GT+2.0    |
| 84       | 126  | A. Lamberti N. De Bonis                       | Lancia Aprilia                        |                      | 15 h 58 min 4 s  | Ss1.5     |
| 85       | 2300 | Mario Giacomelli V. Nember                    | Panhard Dyna X86                      |                      | 15 h 59 min 15 s | GT750     |
| 86       | 310  | G. Petracchi F. Trabucco                      | Maserati A6 1500                      |                      | 16 h 1 min 31 s  | GT1.5     |
| 87       | 233  | Lino Franceschetti G. Piovan                  | Alfa Romeo 1900                       |                      | 16 h 1 min 45 s  | TN+1.5    |
| 88       | 200  | G. Lisi Emilio Prudenzano                     | Lancia Aurelia B21                    |                      | 16 h 3 min 56 s  | TN+1.5    |
| 89       | 445  | V. De Micheli E. Arcangeli                    | Lancia Aurelia B20                    |                      | 16 h 4 min 8 s   | GT2.0     |
| 90       | 302  | Giulio Musitelli Ferruccio Musitelli          | Cisitalia 202B                        |                      | 16 h 8 min 58 s  | GT1.5     |
| 91       | 331  | C. Bonini Piero Moscatelli                    | Fiat 1100 S Berlinetta                |                      | 16 h 10 min 18 s | GT1.5     |
| 92       | 2333 | Giuseppe Musso Antonio Mosca                  | Stanguellini S750                     | Giuseppe Musso       | 16 h 14 min 10 s | S750      |
| 93       | 028  | Francesco Matrullo Umberto Conti              | Fiat 1100 E                           |                      | 16 h 18 min 28 s | TN1.1     |
| 94       | 114  | Giovanni Cavallini A. Montemartini            | Fiat 1400                             |                      | 16 h 20 min 15 s | TN1.5     |
| 95       | 2314 | Renzo Mariani G. Zanerio                      | Fiat 750 Zagato                       |                      | 16 h 20 min 39 s | GT750     |
| 96       | 046  | R. Berera Oreste Mantovani                    | Fiat 1100                             |                      | 16 h 21 min 28 s | Ss1.1     |
| 97       | 123  | Luigi Frazzi E. Bettinzoli                    | Fiat 1400                             |                      | 16 h 27 min 22 s | TN1.5     |
| 98       | 232  | Giovanna Maria Cornaggia Medici E. Mantegazza | Alfa Romeo 1900                       |                      | 16 h 27 min 26 s | TN+1.5    |
| 99       | 320  | F. Coppola Domenico Scaramella                | Fiat                                  |                      | 16 h 29 min 51 s | GT1.5     |
| 100      | 2206 | Luciano Gianni Mario Raboni                   | Fiat 500 testa Superbla               |                      | 16 h 34 min 39 s | Ss750     |